# Етель Беррімор
Етель Мей Блайт (англ. Ethel Mae Blythe) Беррімор (англ. Ethel Barrymore; *15 серпня 1879, Філадельфія, Пенсільванія — †18 червня 1959) — американська акторка театру, радіо та кіно, володарка премії «Оскар» (1944).

## Життєпис
Народилася 15 серпня 1879 в Філадельфії, Пенсільванія, другою дитиною в сім'ї акторів Моріса Беррімора і Джорджіани Дрю. Має братів-акторів Джона Беррімора і Лайонела Беррімора, доводиться двоюрідною бабусею Дрю Беррімор. Належить до акторської родини Беррімор. Дитинство провела в Філадельфії, де відвідувала католицьку школу.
У 1900 Етель Беррімор пропонував шлюб Уїнстон Черчиль, але вона відмовилася. 14 березня 1909 одружилася з Расселом Грісвольдом Колтом. У них було троє дітей: акторка і співачка Етель Беррімор Колт (1912-1977), Самуель Колт (1909-1986) і Джон Дрю Колт (1913-1975). У 1923 пара розлучилася, і будучи католичкою, Беррімор більше не вступала в шлюб.

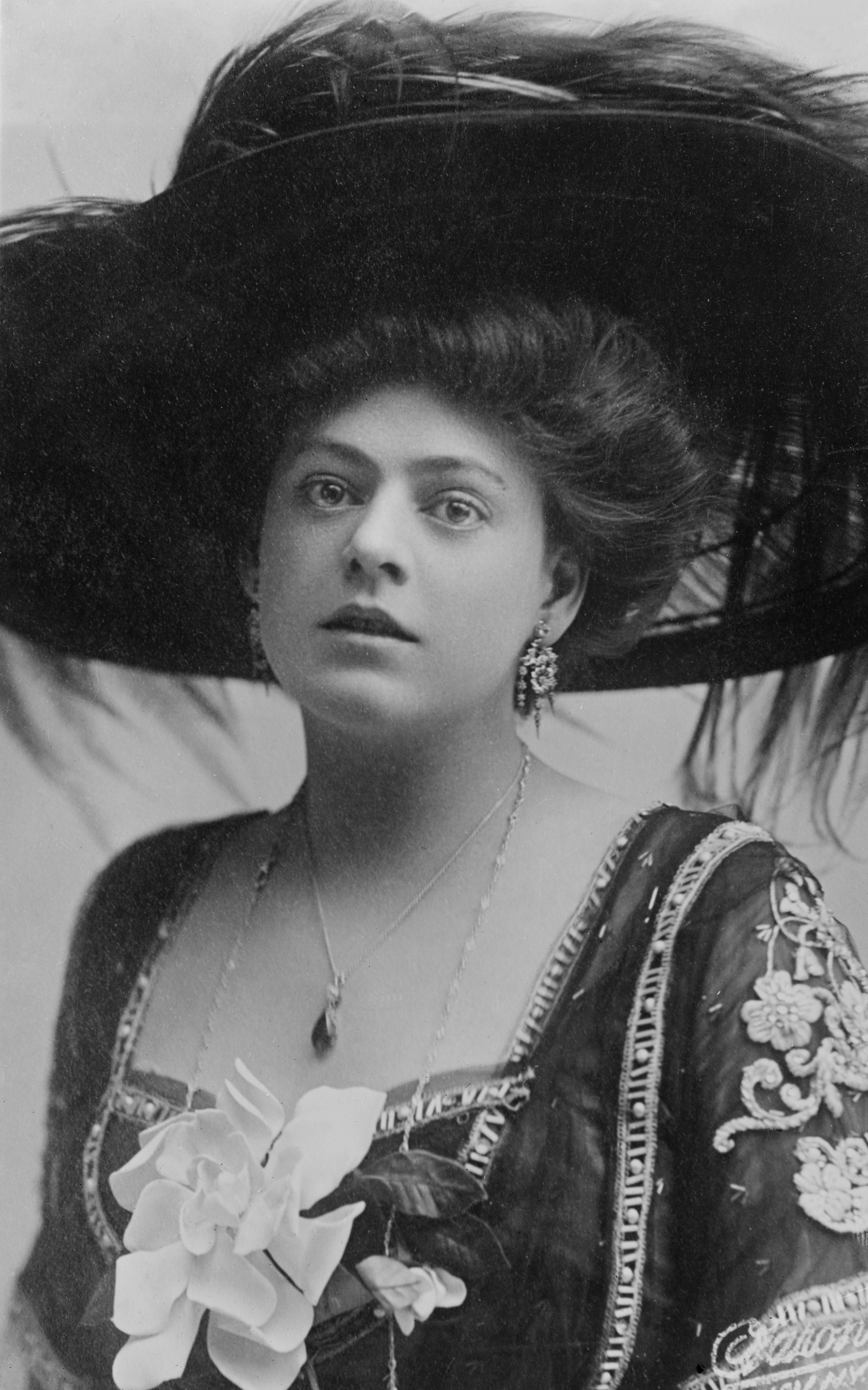
Етель Беррімор

Етель Беррімор померла 18 червня 1959 в своєму будинку в Голлівуді від серцевої-судинної хвороби, не доживши два місяці до 80-річного ювілею. Похована на цвинтарі Голгофа у східному Лос-Анджелесі.

## Кар'єра

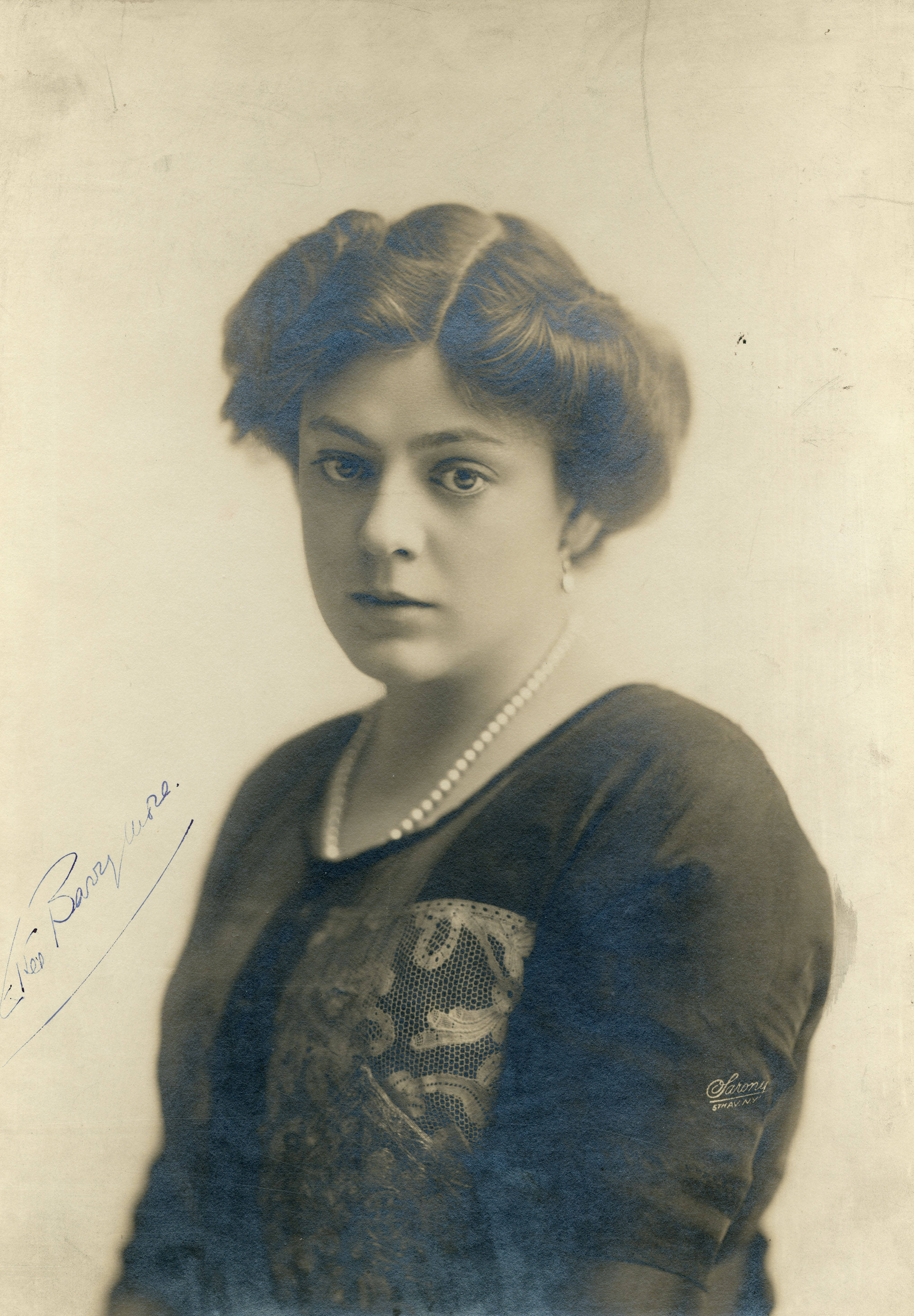
Етель Беррімор, 1911

Її перша поява на Бродвеї відбулася в 1895 році в п'єсі, де грали її дядько Джон Дрю Молодший і Мод Адамс. Разом з ним вона з'явилася і в п'єсі «Розмарі» в 1896. Серед її бродвейських ролей також відомими є Нора в «Ляльковому будинку» (1905) і Джульєта в «Ромео і Джульєтті» (1922). У 1926 вона досягла великого успіху, зігравши в комедійній постановці Сомерсета Моема «Постійна дружина».
Етель Беррімор була прихильницею Акторської фінансової асоціації та навіть брала активну участь в їх страйку в 1919. Акторка була великою прихильницею бейсболу та боксу. Але її любов до боксу пропала після того, як 4 липня 1919 вона стала свідком звірячого бою Вільяма Демпсі і Джесса Вілларда, в якому Демпсі зламав щелепу Джессу і вибив кілька його зубів. З тих пір Беррімор присягнулася, що більше ніколи не відвідає жодного бою.

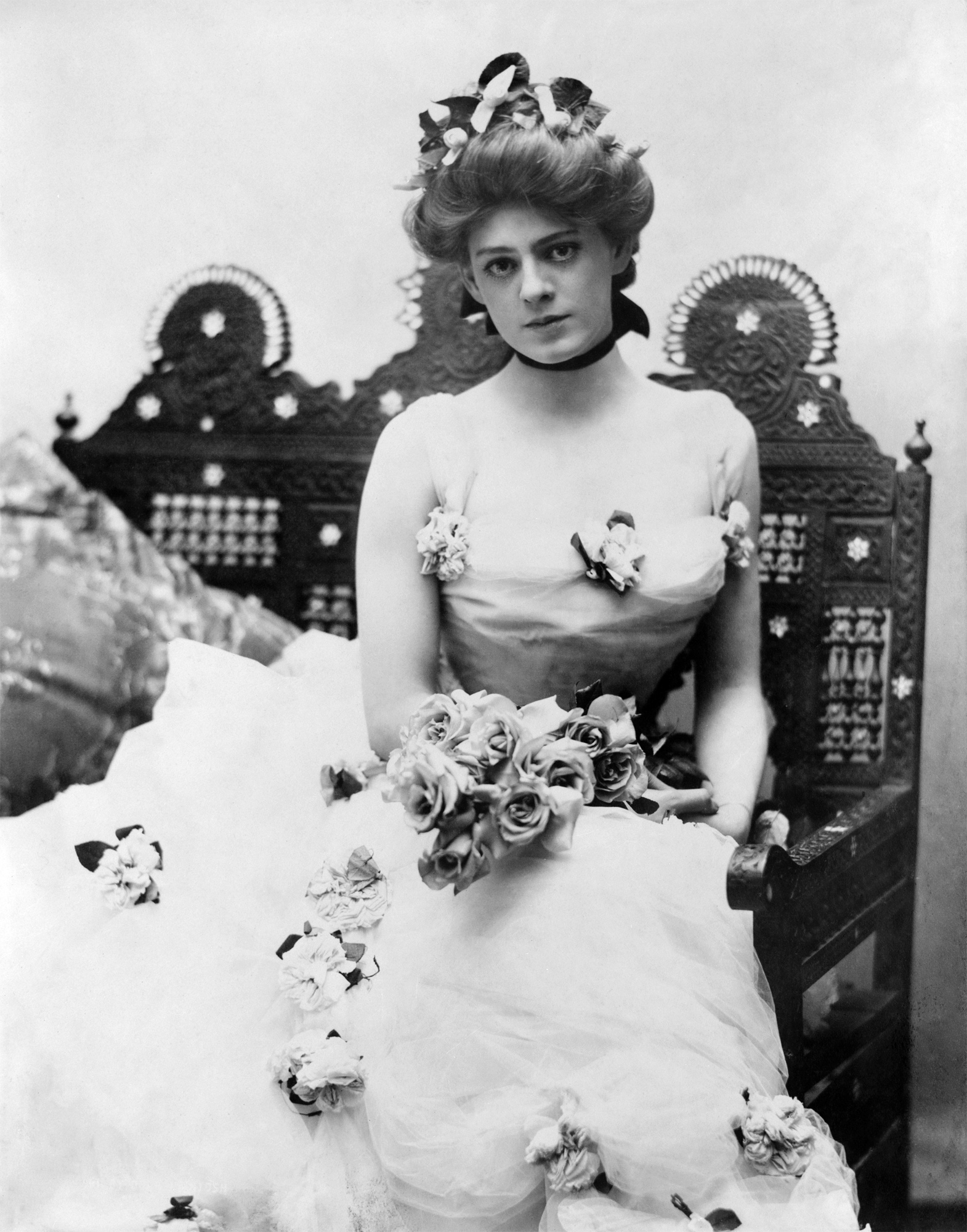
Етель Беррімор

Вперше на великому екрані вона з'явилася в 1914, але активну кінокар'єру почала лише в 1940-х, після свого переїзду в Голлівуд. Єдиними двома фільмами, в яких вона знялася разом з двома братами, стали «Національний парад червоного хреста» (1917) і «Распутін і імператриця» (1932).
У 1945 за свою роль у фільмі «Тільки самотнє серце» Етель Беррімор була удостоєна премії «Оскар» в номінації «найкраща акторка другого плану». Іншими відомими фільмами з її участю стали «Гвинтові сходи» (1945), «Справа Парадайна» (1947), «Портрет Дженні» (1948) і «Опівнічний поцілунок» (1948). У 1950-ті акторка кілька разів з'явилася і на телебаченні, виконавши невеликі ролі в ряді телесеріалів.

## Відзнаки
- 22 березня 2007 статуетка «Оскара», яка належала Етель Беррімор, була виставлена на продаж на інтернет-аукціоні eBay.
- За внесок в кінематограф США Етель Беррімор удостоєна зірки на Голлівудській Алеї Слави.

## Фільмографія
| Рік  |    | Українська назва               | Оригінальна назва              | Роль |
| ---- | -- | ------------------------------ | ------------------------------ | ---- |
| 1914 | ф  | The Nightingale                | The Nightingale                |      |
| 1915 | ф  | The Final Judgment             | The Final Judgment             |      |
| 1916 | ф  | The Awakening of Helena Richie | The Awakening of Helena Richie |      |
| 1917 | ф  | Life's Whirlpool (1917 film)   | Life's Whirlpool               |      |
| 1917 | ф  | National Red Cross Pageant     | National Red Cross Pageant     |      |
| 1917 | ф  | The Lifted Veil                | The Lifted Veil                |      |
| 1917 | ф  | The Eternal Mother             | The Eternal Mother             |      |
| 1917 | ф  | The Call of Her People         | The Call of Her People         |      |
| 1918 | ф  | Our Mrs. McChesney             | Our Mrs. McChesney             |      |
| 1919 | ф  | Розлучення                     | The Divorcee                   |      |
| 1926 | кф | Дама з камеліями               | Camille                        |      |
| 1932 | ф  | Распутін та імператриця        | Rasputin and the Empress       |      |
| 1944 | ф  | None but the Lonely Heart      | None but the Lonely Heart      |      |
| 1945 | ф  | The Spiral Staircase           | The Spiral Staircase           |      |
| 1947 | ф  | Справа Парадайна               | The Paradine Case              |      |
| 1947 | ф  | The Farmer's Daughter          | The Farmer's Daughter          |      |
| 1947 | ф  | Moss Rose                      | Moss Rose                      |      |
| 1948 | ф  | Portrait of Jennie             | Portrait of Jennie             |      |
| 1948 | ф  | Moonrise                       | Moonrise                       |      |
| 1949 | ф  | That Midnight Kiss             | That Midnight Kiss             |      |
| 1950 | ф  | Червоний Дунай                 | The Red Danube                 |      |
| 1950 | ф  | The Great Sinner               | The Great Sinner               |      |
| 1950 | ф  | Pinky                          | Pinky                          |      |
| 1951 | ф  | The Secret of Convict Lake     | The Secret of Convict Lake     |      |
| 1951 | ф  | It's a Big Country             | It's a Big Country             |      |
| 1951 | ф  | Kind Lady                      | Kind Lady                      |      |
| 1952 | ф  | Deadline – U.S.A.              | Deadline — U.S.A.              |      |
| 1952 | ф  | Just for You                   | Just for You                   |      |
| 1953 | ф  | Три історії кохання            | The Story of Three Loves       |      |
| 1954 | ф  | Young at Heart                 | Young at Heart                 |      |
| 1957 | ф  | Johnny Trouble                 | Johnny Trouble                 |      |